# Baía da Barca
A baía da Barca é uma baía portuguesa localizada no sítio da Barca, concelho da Madalena do Pico, ilha do Pico, Açores.
Esta baía que se localiza na costa Norte da ilha do Pico constitui-se numa zona balnear de grande beleza natural, sendo muito procurada no verão pela limpidez das suas águas. Associado a esta baía existe um parque de estacionamento.